# 第4のユニットシリーズ
第4のユニットシリーズ （THE 4TH UNIT SERIES） は、データウエストが開発・発売したシナリオアドベンチャースタイルのコンピューターゲーム。1987年代から1992年までにシリーズ7作品が発売されている。

## 概要
本シリーズ全体のあらすじは、主人公ブロンウィンを中心に　BS（バイオニック・ソルジャー）と呼ばれる遺伝子レベルで調整された生体兵器である強化人間たちが敵味方に分かれて闘いを繰り広げ、その裏側にあるBSを巡る暗部が徐々に明らかになるというものである。ブロンウィンを始めとして、主要キャラクターとして美少女が多く登場することから、美少女ゲームの嚆矢と指摘される場合もある。
第1作『第4のユニット』から第4作『Zerø』までは8bit機を中心にリリースされた。第5作『D-Again』は16bit機以上でしかリリースされず、第6作『MERRYGOROUND』からはFM TOWNSのみとなる。データウエストはFM TOWNSの退潮と共にゲーム市場から事実上撤退しており、1992年発売の第7作『WYATT』を最後にシリーズは未完のまま現在に至る。また、シリーズ初のコンシューマ移植版となるはずだったメガCD版『MERRYGOROUND』は完成していたが、諸般の事情で発売は見合わされた。
シリーズの特徴として美麗なグラフィックと作品毎に変更された登場キャラクターの画風が挙げられるが、キャラクターデザインおよび原画は1作目から『Zerø』までは一貫して、当時アルバイトだった薬師寺健雄が担当していた。しかし薬師寺の他社への就職が決まったため、『D-Again』ではパッケージ画のみ薬師寺が担当し、原画は社内のデザイナーが作画した。次作の『MERRYGOROUND』ではシナリオ担当の中村一秀がキャラクター・デザインを行い、作画は中村の指示のもと複数のデザイナーが行うなどしたため、それまでとは画風が大きく変わった。

## シリーズ作品一覧

### THE 4TH UNIT 第4のユニット
シリーズ第1作目。後に付けられたサブタイトルは「ACT1 Blon-Win」。
物語導入部が取り扱い説明書内のマンガで説明されている。システムはコマンド選択式だが、動詞をコマンド、対象を画面上部に表示されるアイコンや画面左部の地図、メイングラフィックウィンドウ内から選択する独自のスタイル。
本作の出典の多くは FM TOWNS版MERRY GOROUNDのブックレット（作品内年表、用語集）、及びWYATTのブックレットから引用されている。

#### ストーリー
某年11月17日、東京都練馬区上空で国籍不明の航空輸送機が戦闘機に撃墜される事件が発生。航空機は大破し、乗客や乗組員は発見されなかった。
3日後、星雲学園の生徒・武藤優介は学校近くの森で気を失っている全裸の少女を発見し、自宅にて介抱する。気を取り戻した少女は、「ブロン・ウィン」という言葉以外の一切の記憶を失っていた。
少女が発見された森には航空機の残骸が落ちていたとのことから、航空機事故との関連性を疑い始めた少女は、事件を追っていた関東タイムズの山田記者に会い調査を始めるが、その途端謎の軍隊同士の市街戦が始まる。
やがて、死の商人「WWWF」、WWWFの対抗組織「統合軍」、WWWFが開発した生体兵器「BS（バイオニックソルジャー）」の存在に加え、「ブロン・ウィン」と名乗った少女がこそが4番目に開発されたBS「第4のユニット」であることも明かされる。

#### スタッフ
- オリジナル・ストーリー、キャラクター・デザイン：薬師寺健雄
- プロデューサー：秋田直和
- ディレクター：長谷部等
- コンピューター・グラフィックス：薬師寺健雄、YASUKO TAKAISHI
- オリジナル・プログラム：PETIT山田（山田陽一）
- サブルーチン：WIZARD FUKUSHIMA（福嶋光？）、MINKY OKAMOTO
- ミュージック：NARUHISA MATSUOKA、YUKIHIRO YOSHIDA

### THE 4TH UNIT 2 第4のユニット2
シリーズ第2作目。後に付けられたサブタイトルは「ACT2 First Mission」。
システムは前作に引き続き動詞をコマンド、対象を画面上部のアイコンかメインウィンドウ内から選択するスタイル。ボリュームも格段に増え、ブロンウィンのライバル「ダルジィ」が初登場する。

#### ストーリー
世界各地で要人の誘拐事件が多発していた。数日後には無事発見されるのだが、人が変わったように好戦的になって各地で紛争が勃発するようになる。
ブロンウィンは越中より、事件についての調査を依頼される。やがて事件がWWWFの仕業であることが発覚する。

#### スタッフ
- 企画：長谷部等
- キャラクター・デザイン：薬師寺健雄
- プロデューサー：秋田直和

### LINKAGE THE 4TH UNIT 1・2 TOWNS
ACT1とACT2を一つにした作品。FM TOWNSでのみ発売された。
一作目のマニュアルに掲載されていたプロローグ部分のマンガがデジタルブック化されて収録されている。BGMは斉藤康仁が演奏、CD-ROMの2トラック以降にCDオーディオとして収録されている。

### DUAL TARGETS THE 4th UNIT ACT.3
シリーズ第3作目。本作からシナリオ担当者が変更され、以降のシリーズの特徴といえる、ハードなストーリー運びとマニアックな設定が顕著となる。
まずMSX2向けに制作され、これをベースに他機種への移植が行われた。

#### ストーリー
WWWF洋上基地爆破から3ヶ月後。突如統合軍の基地をWWWFの刺客・二体のアンドロイドが襲った。アンドロイドたちは開発中のPPB（サイコ・パワー・ブースター）と越中博士を誘拐して逃亡を図る。後を追うブロンウィンとアッシュだが、青い鎧を身に纏った謎のBSに邪魔をされ、救出に失敗する。
WWWFは、ブロンウィンのクローンであるBS「スイシーゼ」にPPBを持たせ、ブロンウィンが通う星雲学園で無差別な殺戮を繰り広げるように指示し、実行させる。ブロンウィンの精神面にダメージを与えるためだった。しかし、惨劇の途中でブロンウィンが現れたことにより、企ては半ば失敗する。生徒をかばって負傷したブロンウィンを見たスイシーゼは、その行為に衝撃を受け、自らの存在について疑問を感じるようになったからだった。悩みぬいた結果、独断で越中を解放し、ブロンウィンと単独で戦うことを決意したスイシーゼだったが、ダルジィに気づかれてしまう。
ダルジィによって瀕死の重傷を負ったスイシーゼは、決闘の場所で自分のオリジナルであるブロンウィンの腕の中で息を引き取る。スイシーゼの最期を看取ったブロンウィンはやり場のない怒りと深い悲しみの中でダルジィとの戦いに挑む。

#### スタッフ
- ストーリー：中村一秀
- スクリプト：皇雷（中村一秀）
- キャラクター・デザイン、CGデザイン：薬師寺健雄
- CGディレクター：シャーペン山田
- アニメーター：五十嵐丈晴、小宮山 高
- メインプログラマー：元田均
- CGプログラマー：山田陽一
- ミュージック・ディレクター：斉藤康仁
- ディレクター：Gen、カイザー壱
- プロデューサー：秋田直和

### ZerøTHE 4th UNIT ACT.4
シリーズ第4作目。
Windows版はベクターにオートデモのプログラムがアーカイブされている。 https://www.vector.co.jp/soft/win95/game/se109219.html
1999年7月15日には、Windows版の予約が開始された。

#### ストーリー
ブロンウィンにより救出された越中だったが、統合軍の監察局によりクローン嫌疑をかけられ軟禁されてしまう。
一方、BSの詳細を調査するために統合軍総合情報管理局に赴いたブロンウィンは、資料閲覧中に何者かに命を狙われ拉致される。

#### スタッフ
- 原案・原作：中村一秀
- 脚本：皇雷（中村一秀）
- テキスト：渚瑛祐（中村一秀）
- 原画：薬師寺健雄、小宮山高
- 作曲・編曲：斉藤康仁
- プログラム：鷲津義之
- 製作：秋田直和

### D-Again THE 4th UNIT FIVE
シリーズ第5作目にして、第1部WWWF編の最終作でもある。DAPSが（試験的にではあるものの）初めて導入された作品。

#### ストーリー
特務監察官に就任したブロンウィンは監察局局長より特務機関長官レミー・ビンデルクの身辺警護を命じられる。
ジュネーブで開催される国連定例総会に出席するためTGV-IIIに乗車した中でダルジィと再会するが、敵意を見せぬダルジィに戸惑う。やがて、WWWFが崩壊し、アインハイトという組織がそれに取って代わったことを知ったブロンウィンは、ダルジィをつけ狙うアインハイトの刺客・強棲獣曝兵器G-Rと対峙する。

#### スタッフ
- 原作：中村一秀
- 脚本：皇雷（中村一秀）
- 演出: 渚瑛祐（中村一秀）、金男豪
- 原画：宇都辰夫、吉岡由巳
- 作画：小宮山高、宮本佳子
- 音楽監督：斉藤康仁
- プログラム：鷲津義之、福嶋光、元田均
- 指導：山田和之
- 動画：京都アニメーション
- 企画・製作：秋田直和

### MERRYGOROUND THE 4TH UNIT SERIES
シリーズ第6作目。第2部アインハイト編第1作目。
本作よりDAPSフルセットが本格導入され、フルボイス・0.5ドットスクロール・2500枚におよぶ動画枚数を実現した。DAPSリプレイ搭載。
発売前から富士通プラザなどでデモや体験会が行われ、音楽担当だった斉藤康仁が富士通プラザ札幌でトーク解説を行うなど異例の広報活動が展開された。また店頭デモは当時のPCソフトデモとしては長編で延々と喋るアニメーションだったことから、PCユーザーだけではなく一般客も足を止めて見入るほどの注目となった。
発売後はユーザー登録はがきを一定期間内に送ると特典として店頭デモ用のCD－ROMがもらえた。店頭デモ版の内容は、ストーリーの一部プレイ(但し製品版とは一部描写が違う=戦闘機の排気ダクトの透過描写→製品版では非透過描写など)、DAPSの解説、ストーリー上の年歴解説がなされており、ナレーションはゼロ・ツー・ニュークレオンの声優が製品版同様に担当している。
製品版ブックレットには、さらに詳細な用語解説、１作品目からの歴史年表、製作者インタビュー、書き下ろしイラストなどが収録されており資料的価値も非常に高い。
従来作品と同様のコマンド選択型のシナリオアドベンチャーゲームとしての様式は一応保っていたものの、本作を境に難易度が大幅に低下すると共に、マルチメディアムービーゲーム的な趣きが強くなり、アドベンチャーゲームとして見た場合のゲーム性という観点では非常に乏しいものになっていった。

#### ストーリー
BSの寿命に関わる調整因子の違いを模索していた越中は国連のステルス空母「デアボリカ」のデータバンクを1年がかりで検索。オリジナルマトリクスであるルア・リップ・ソールズベリーという人物を特定し、滝沢に捜索を依頼する。しかし、アインハイトにより越中の研究所が襲撃され、軌道ステーション行きのシャトルで移動中だったアッシュとセスも捕われてしまう。
越中の研究成果である虚数言語ボイドランゲージを託されたブロンウィンは、これをもってルアとアーネットの撃退に成功するものの、昏睡状態に陥ってしまう。

#### スタッフ
- プロデュース：TEAM POKOPEN 中村一秀、斉藤康仁、山田和之、田中秀樹、小宮山高
- 企画/シナリオ：中村一秀
- サブテキスト：大前田長五郎（中村賢二）
- AR台本：中村一秀、宮本佳子
- 絵コンテ：中村一秀、宮本佳子、尾谷孝子
- プログラム監修：福嶋光
- プログラム：山田和之
- サブプログラム：田中秀樹
- キャラクターデザイン：中村一秀
- 原画/動画：丸山千絵、佐藤伸子、五十嵐丈晴、小宮山高
- 動画スキャン：八木由美子
- 背景：八木正佳、和田光弘、五十嵐丈晴、小宮山高
- 彩色：小宮山高
- グラフィック・ディレクター：宮本佳子
- サウンド・ディレクター：斉藤康仁
- 作曲/編曲/演奏：斉藤康仁
- 監督：中村一秀
- 製作：秋田直和

### WYATT THE 4TH UNIT SERIES
シリーズ第7作目。2022年現在のシリーズ最新作。フルセットDAPSを搭載し、総動画枚数は約40,000枚（ポリゴンDAPS+通常のDAPS）。第2部アインハイト編第2作目だが、シリーズとしては番外編的な位置づけにあたる。
シリーズ5作品目・D-Againに登場した空軍大尉オージス・フォッファーが意味有りげに登場するが、本作品では以降の作品で展開されるであろうと推察される程度でしか無くエンドロールにてもう一度登場している。
ブロンウィンとダルジィのバイク移動シーンにポリゴンDAPSが採用されているが、リアルタイムにポリゴン生成しているのではなくポリゴン動画として再生している。
本シリーズはこの作品を最後に未完であり、以降のシナリオも構想も明らかになっていない。

#### ストーリー
WWWFの残党・ジャッジ・バドナックはWWWFの再興を目論み、国連の攻撃衛星ワイアットを乗っ取り無差別攻撃を繰り返していた。さらにゼロを拉致し、協力を強要する。
一方アインハイトは、バナドックに対してかつての恋人であるアーネット・ペンジアスを刺客として送りこむ。追い詰められたバドナックはG-R化し、アーネットに襲いかかるが、ゼロ救出のためその場に居合わせたブロンウィンとダルジィにより倒される。

##### スタッフ
- プロデュース：POKOPENNERS 中村賢二、中村一秀、五十嵐丈晴、斉藤康仁、山田和之、小宮山高
- 企画/シナリオ：中村一秀
- シナリオ補/テキスト：中村賢二
- サブテキスト：久木留かおり
- AR台本：中村賢二
- システム：山田和之
- 絵コンテ/キャラクターデザイン：絵コンテ太郎
- 原画監督：桑原周枝 （アニメ作品における原画マン原画監督として活躍された人物・未確認のTwitter情報によると、2013年12月13日頃に死去）
- セルスキャン：中村賢二
- 美術監督：五十嵐丈晴
- グラフィック：五十嵐丈晴、小宮山高、宮本佳子、久木留かおり、中村一秀、中村賢二
- 音楽監督：斉藤康仁

監督：中村賢二
- 制作：秋田直和

## 登場人物
ブロンウィン（越中りょう子）
主人公。開発コードBSOM-01。死の商人WWWFによって作られた四番目のBS（バイオニック・ソルジャー）。
赤い髪、青い瞳が特徴。WWWFのBS管理ナンバーでは「No.4」に該当していたという設定のため、初期作品では「No.4」と呼ばれることが多い。初期では、WWWFのBS最終試作品という位置づけだったが、後期作品では「オリジナル・マトリクス」となった。越中立案による奪回作戦によって統合軍に身を寄せるようになり、通常時は「越中りょう子」として星雲学園の学生に、緊急時は統合軍特殊部隊エージェント「ブロンウィン」として行動する。
なお、『D-Again』では「りょう子」の表記が「量子」になっている。擬似記憶を持たないため、兵器として生まれた自分の存在意義について常に苦悩していたが、後期作品では吹っ切れたのか楽観的な性格になってゆく。『D-Again』で統合軍監査局特務監査官に、『MERRYGOROUND』では国連安全保障理事会に所属している。
担当した声優は、明河ひろか
ダルジィ
開発コードBSOM-02。主人公ブロンウィンと同じくBS（バイオニック・ソルジャー）で、ライバル格の立場にあるキャラクター。
WWWFのエージェントで、八番目のBS。青い髪、紅い瞳を持つ。ブロンウィンを倒すことを目的に生み出されたため、憎しみに満ちた擬似記憶をプリントされている。しかし、幾度かのブロンウィンとの戦いの中で、次第に別の心を見つけていく。
担当声優は、高岡紀子／霜出みずき
越中優治
元WWWF兵器開発部に所属し、BS開発チームのリーダーを務めていた生体・遺伝子工学のエキスパート。
とあることからWWWFの正体を知り、開発途中のセスとアッシュを連れて統合軍に亡命した。統合軍解体後は下諏訪にある国連安全保障理事会直属の研究室で研究を行っている。
担当声優は、坪倉兼行
武藤優介
星雲学園の生徒。学園近くの森に倒れていたブロンウィンを介抱する。後にブロンウィンの同級生となる。スイシーゼの事件後は中退し、バイク屋でバイトをしている。愛車はヤマハ・FZR。
アッシュ
統合軍所属のBS。開発コードWCBS-04。WWWF管理ナンバーは「No.5」。
越中、セスと共にWWWFを脱出し、統合軍特殊部隊のエージェントとして活動していた。サイコパワーは使用できないが、身体能力に優れている。『MERRYGOROUND』でアーネットに殺された。『ACT1』ではセスと「兄弟のように似ている」と表現されており、セスとは同一のオリジナル体を持つが、外見はシリーズを重ねるごとに相違が増していった。
セス
統合軍所属のBS。開発コードWCBS-05。WWWF管理ナンバーは「No.6」。
越中、アッシュと共にWWWFを脱出し、統合軍特殊部隊のエージェントとして活動していた。サイコパワーが使用できる。同じ統合軍のエージェント・滝沢恍一郎とは恋仲。『MERRYGOROUND』でサイコパワーを暴走させて死亡した。
滝沢恍太郎
統合軍情報部第3課所属のSクラスエージェント。
統合軍解体後は国連安全保障理事会直属情報部に所属となる。セスとは恋人同士。『MERRYGOROUND』にてルアに殺された。
担当声優は、竹崎利信
スイシーゼ
WWWF所属のBS。開発コードWCBS-06。WWWF管理ナンバーは「No.7」。
ブロンウィンのクローンだが、クローン時の劣化により、オリジナルであるブロンウィンより能力が劣る。
ステラ
WWWF所属のBS。開発コードWCBS-01。WWWF管理ナンバーは「No.1」。
『ACT1』でスドォ、ブロニーともどもブロンウィンたちに敗れ、WWWFの基地とともに爆死した。スドォ、ブロニーとは「姉妹のようにそっくり（『ACT1』）」とあるため、同一のオリジナルを持つと推察される。
スドォ
WWWF所属のBS。開発コードWCBS-02。WWWF管理ナンバーは「No.2」。
サイコパワーを使うことができる。
ブロニー
WWWF所属のBS。開発コードWCBS-03。WWWF管理ナンバーは「No.3」。
アッシュによるとスピードタイプらしく関節技はかかりにくい。
レストア
『ACT.2』に登場。WWWF所属のBS。ロストナンバーと呼ばれ開発コードは不明。
サイコシールドを持ちサイコブラストを撥ね返すことができる。
山田敬士
関東タイムズの記者。WWWFの圧力から退社し、フリージャーナリストとして活動していた。『DUAL TARGETS』でダルジィのサイコ・ブラストを受け、死亡。
ゼロ・ツー・ニュークレオン
開発コードUFBS-02のオリジナルBS。
統合軍監査局特務監査官。統合軍解体後は国連安全保障理事会直属情報部に所属している。
担当声優は、三原徹司
※クレジット上は「三原哲司」となっている
アニス・エストリーデ
開発コードUFBS-04のオリジナルBS。
元統合軍監査局上級監査官。
ビスエル・バシニコフ
開発コードUFBS-05のオリジナルBS。
元統合陸軍中佐。
レミー・ビンデルク
第2代統合軍監査局特務機構長官。ゼロ・ツー・ニュークレオンの開発責任者ニール・ビンデルクの妻。
凰峯磊（おう・ほうらい）
開発コードUFBS-01のオリジナルBS。
WWWFの後続組織「アインハイト」の統治者。上空を浮遊するカイザーブルグ要塞に拠点にRt-12（リッターリッヒ・ツヴォルフ）を率いて世界征服を企む。
担当声優は、中川ジャム
ダッシュ・ハウアー
アインハイトのNo.2。赤い髪を持つことからBSオリジナルマトリクスと推察される。
担当声優は、藤岡久美子
ルア・リップ・ソールズベリー
アインハイトRt-12の一員。カナダ出身。アッシュとセスのオリジナルであることからBSオリジナルマトリクスと推察される。
担当声優は、隅田順子
アーネット・ペンジアス
アインハイトRt-12の一員。アメリカ出身。ジャッジ・バドナックの元恋人。アルビノであることをコンプレックスにしているが、G-R化している時だけは肌が白くならない。
担当声優は、植田潤子／山サキマキ子
ジャッジ・バナドック
WWWFの幹部の一人で、WWWFの再興を企てる。
スレッジ・アイアンサイド
ジャッジ・バナドックのブレーン。

## 用語解説

### WWWF
世界のアンダーグラウンド・マーケットを牛耳る武器商人による軍事組織であり、その名称は、「die Walstatt Widerhalt Waffen Formation（ドライ・ベー・エフ）」の略である。独自のテクノロジーによるバイオ兵器の開発および売買を行っている。複数の人物による評議会により運営されているといわれる。

### 統合軍
WWWFに対抗するために国連加盟国によって国連軍を母体として創設された防衛機構である。英字表示は"United Force"または"UF"。

### バイオニック・ソルジャー（BS）
WWWFが開発した汎用生体兵器のことであり、遺伝子操作と薬物投与によって造られた強化人間である。サイコパワーという高密度精神波動を操るものもいる。
BSオリジナルマトリクス、オリジナルBS、クローンBSの三つのタイプが存在する。

#### 種類
オリジナルBS
BSオリジナル・マトリクスのプロトタイプ。受精卵をBS化するため、男性体の製造が可能。
BSオリジナル・マトリクス
クローンBSの母体となる。そのため、すべての調整因子を保有している。ブロンウィンとダルジィがこれにあたる。
クローンBS
BSオリジナル・マトリクスから造られたクローン体。「男性細胞の持つX染色体とY染色体がクローン調整中に共食いを起こして」しまうため、女性体しか製造できない。（『D-Again』）

#### 開発コード
それぞれの種類によって開発コードが付与されており、その意味は以下の通り。
BSOM
バイオニック・ソルジャー・オリジナル・マトリクスの略。
WCBS
WWWF・クローン・バイオニック・ソルジャーの略。
UFBS
UF（統合軍）・バイオニック・ソルジャーの略。